# Столица, Пётр Константинович
Пётр Константи́нович Столи́ца (Столица-Веруш;  (эст.) Peter Stolitza; Stolitza-Vierusch; 21 сентября (3 октября) 1884, Тифлисская губерния — декабрь 1919) — русский морской офицер-подводник, капитан 2-го ранга (1917). Участник Русско-японской и Первой мировой войн, командир подводной лодки «Кашалот» (1916—1917). Участник Гражданской войны в России в составе Северного корпуса и Северо-Западной армии «белых», полковник (1919).

## Биография
Родился 21 сентября (3 октября) 1884 года в Тифлисской губернии. Из дворян, православного вероисповедания.
Поступил в Морской кадетский корпус в Санкт-Петербурге. На военной службе (гардемарином) — с 1901 года. По окончании полного курса Морского кадетского корпуса произведен в 1904 году в мичманы. С 1904 года числился в заграничном плавании на судах Эскадры Тихого океана, — вахтенный начальник эскадренного броненосца «Ретвизан».

### Русско-японская война
Участник Русско-японской войны 1904—1905 годов. Принимал участие в обороне Порт-Артура: с 20.04 по 01.05.1904 — первый сменный начальник наблюдательной станции на Крестовой батарее № 21. 28 июля 1904 года участвовал в сражении в Жёлтом море, во время которого был ранен. После сдачи Порт-Артура, вместе с обслугой батарей и командами судов, отправился в японский плен, отказавшись дать подписку о неучастии в войне.
По возвращении из плена переведен на Балтийский флот (Пр. по Морскому ведомству № 271, 19.12.1905). В кампанию 1906 года был в плавании на Балтике ревизором минного крейсера «Абрек».
Переведен в Сибирский флотский экипаж (26.03.1907), назначен на Амурскую флотилию. 6 декабря 1907 года произведен в лейтенанты. В 1908—1909 годах — командир речной канонерской лодки «Киргиз».
Переведен на Балтийский флот (06.04.1909). Прикомандирован к Гвардейскому экипажу, затем зачислен в Гвардейский экипаж (18.04.1910). В 1909 году — на Императорской яхте «Александрия», затем на эскадренном миноносце «Украйна» (03.05.—17.08.1910).
Окончил Минный офицерский класс, зачислен в минные офицеры 2-го разряда (1911). Старший минный офицер крейсера «Олег» (02.10.1911—12.07.1913). Зачислен в минные офицеры 1-го разряда (03.12.1912).
Вахтенный начальник Императорской яхты «Штандарт» (12.07.—18.12.1913). Исправляющий должность старшего офицера Императорской яхты «Царевна» (18.05.—05.07.1914).

### Первая мировая война

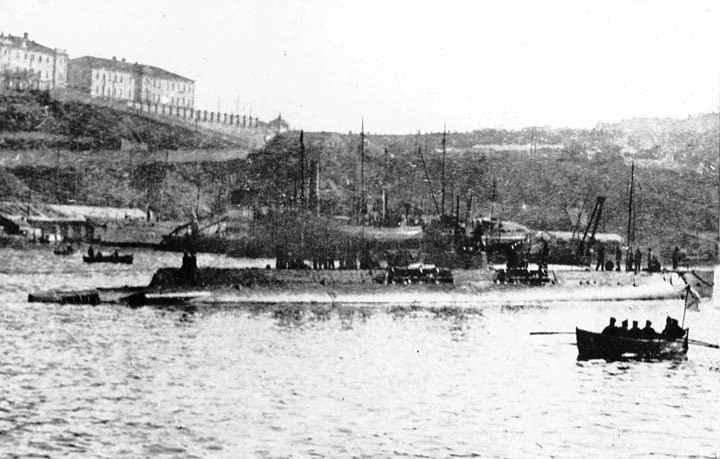
Подводная лодка «Кашалот» в Севастопольской бухте

Участник Первой мировой войны. Старший лейтенант (с 06.12.1914), командир 2-й роты 1-го Отдельного батальона Гвардейского экипажа, действовавшего на сухопутном фронте. Участвовал в боях в районе Ново-Георгиевской крепости, у Плоцка и на реках Бзура и Висла. На Висле одновременно командовал пароходом «Наревский минер».
1 сентября 1915 года переведен на Черноморский флот, в бригаду подводных лодок МСЧМ. Исполняющий должность старшего офицера подводной лодки «Кашалот» с 16.10.1915, командир с 21.11.1916. Совершил несколько успешных выходов к берегам Босфора. Зачислен в офицеры подводного плавания (08.07.1916). Утвержден в должности 28 июля 1917 года. Произведен в капитаны 2-го ранга (28.07.1917).
Всего за время Первой мировой войны «Кашалот» потопил не менее 36 судов и парусников противника. Есть в ряде источников и более высокое число побед — 42 судна общим водоизмещением 1 339 брт, в основном это были небольшие парусные шхуны, перевозящие уголь от месторождений Зунгулдака в Константинополь.
После Октябрьской революции, в конце 1917 года, находился в Петрограде, — помощник начальника отделения Морского генерального штаба.
Уволен от службы 27 марта 1918 года; проживал в Петрограде как частное лицо (на апрель 1916 года — был холост).

### В «белом» движении
В октябре 1918 года перешёл линию фронта и прибыл в Псков, где вступил в формировавшийся Отдельный Псковский добровольческий корпус Северной армии. Принял участие в первых боях с «красными». Во время ноябрьского отступления 25 ноября 1918 года вывез денежный ящик Псковского казначейства в Ригу. На май 1919 — командир сформированной им в Ямбурге комендантской роты Северного корпуса. Был прикомандирован к Конно-Егерскому полку. Назначен командиром Ямбургской стрелковой дружины (Пр. Северо-Западной армии № 153, 18.07.1919, Нарва). Во время Второго похода на Петроград одновременно — и.д. военного коменданта города Ямбурга. Переименован в подполковники, с зачислением по армейской пехоте (Пр. по Северо-Западной армии 10.10.1919). Произведен в полковники (03.11.1919). С оставлением города переведен в распоряжение начальника инженеров Армии (с 14 ноября 1919 года). На 30.12.1919 — числился в 1-м полевом строительном отделении. 
Убит в конце 1919 года.

## Награды и отличия
ордена:
- Св. Анны 4-й ст. с надписью «За храбрость» (19.12.1904)[1]
- Св. Станислава 3-й ст. с мечами и бантом (20.12.1904)
- Св. Анны 3-й ст. с мечами и бантом (19.03.1907)
- Св. Владимира 4-й ст. с мечами и бантом (18.04.1915), — за уничтожение наплавного моста и постановку минного заграждения в районе Плоцка
- Св. Станислава 2-й ст. (12.05.1916)
- Св. Анны 2-й ст. с мечами (02.09.1919)

медали:
- серебряная медаль в память Русско-японской войны 1904—1905 годов (1906)
- светло-бронзовая медаль в память 300-летия царствования Дома Романовых (1913)
- светло-бронзовая медаль в память 200-летия Гангутской победы (1915)

нагрудные знаки отличия:
- золотой знак в память окончания курса Морского корпуса (1910)
- знак в память 200-летия Гвардейского экипажа (1910)
- офицерский нагрудный знак для защитников крепости Порт-Артур (1914)

иностранные награды:
- кавалерский крест шведского ордена Вазы (1912)
- бухарский орден, золотая звезда 3-й ст. (1913)
- кавалерский крест католического рыцарского ордена Св. Гроба Господнего Иерусалимского (1913)